# 供奉 (印度教)

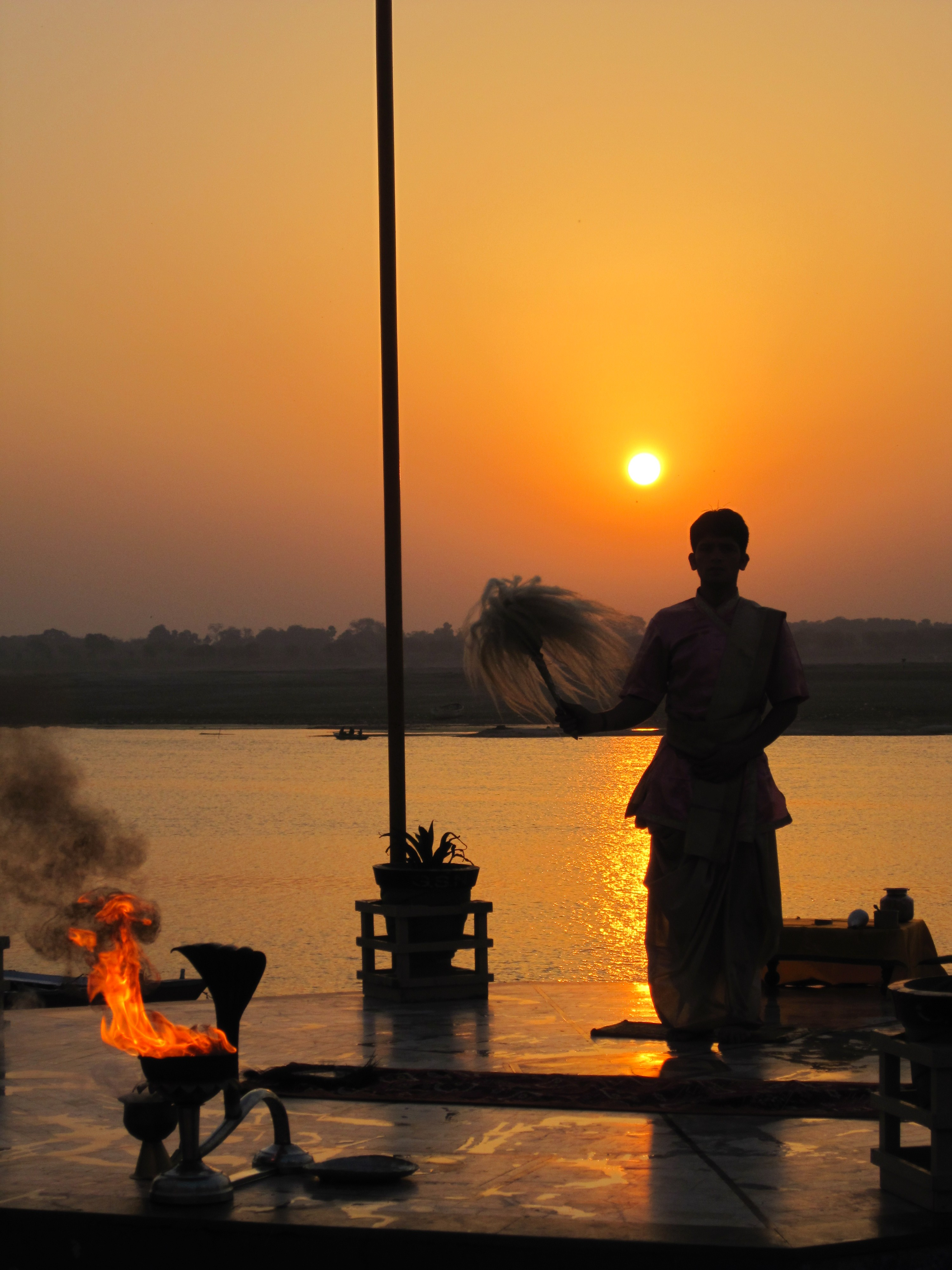
日出时信徒作法供

供奉（羅馬化：pooja），又叫供养、補阇、普祭，指印度教徒禮敬、祭祀神祇的儀式，奉神的集會也叫做法會。供奉可在印度教寺院或家中的神龕前進行。

## 概述
印度教供神的方式較多，如爲神仙沐浴、洗腳，在神像額頭上點紅，誦經，奉獻供品，香熏等，還有將神像沉入河中的儀式。印度教徒認為，供奉神祇，可以獲得祂們的祝福。

### 寺院法會
寺院法會儀式比较正統，通常是一天數次，由婆羅門或祭司負責。過程包括上供品、燒香、沐浴。供品多数是素供，如牛奶，優酪，蜂蜜，糖和酥油，南印度加上香蕉。但性力派女神要血肉供养。家庭祭拜則簡單很多。